# Con la zia non è peccato
Con la zia non è peccato è un film del 1980 diretto da Giuseppe Pulieri. La pellicola esiste in due versioni, una pornografica e una erotica da cui sono state tagliate le scene di sesso esplicito.

## Trama
La ricca Gloria Lamborghini, residente da anni negli Stati Uniti, torna a vivere nel paese natio in Sicilia, dove viene accolta dalla cognata vedova Antonia e da suo figlio Saro. La donna non manca di destare particolare interesse negli abitanti del luogo, soprattutto in uno speculatore edilizio, l'ingegner De Vita, che intende a tutti i costi entrare in possesso di un terreno di proprietà di Gloria. Quest'ultima riuscirà a sedurre l'uomo, per poi concedersi anche alla cognata e al nipote prima di ripartire per gli USA.